# قصر تاج بیگ

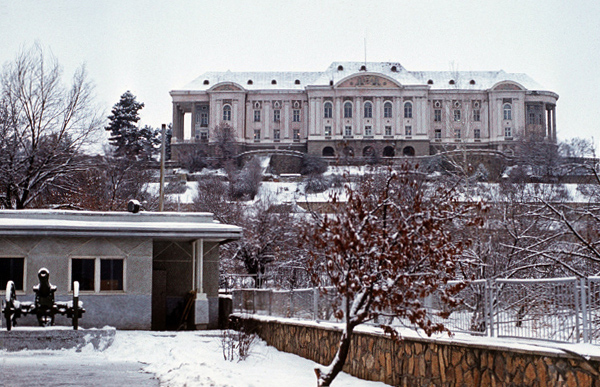
قصر تاج بیگ

قصر تاج بیگ یکی از بناهای تاریخی کابل است که در سال ۱۲۱۰ هجری قمری برابر به ۱۷۹۵ میلادی برابر به ۱۱۷۴ خورشیدی در دوران زمان‌شاه درانی احداث گردید. فعلاً این قصر کاملاً مخروبه و بلا استفاده‌است. شهرداری کابل معتقد است که این قصر قابل ترمیم نبوده و می‌بایست برای احیای آن از نو ساخته شود.

## ریشه‌شناسی
- واژه زبان‌های تورانی و گورگانی، تورکمنی و اوزبیکی یعنی آلتایی و ترکی بیگ بگ ، بیک، مخفف بیوک می‌باشد و بزرگ معنی می‌دهد. پسوند بیگ لقب گونه‌ای است که در آخر اسم مردان با نفوذ تورکتباران آسیای مرکزی و مغولی در می‌آید. واژه بیگم لقب برای بانوان دوران‌های شاهان تیموریان و گورگانی‌های مغول‌های هند
- واژه تاج هم از سوی بابرشاه بزرگ بیشتر مورد استفاده قرار گرفته‌است به‌گونه نمونه تاج محل، سرتاج، تاج علم، گوهر تاج و غیره

## پیشینه قصر و تپه تاج بیگ
در دامنه تپه تاج بیگ سازه تاریخی‌های ویرانه وجود دارد که ممکن است از زمان داریوش و دوران کابل شاهان باشد. در زمان حملات قشون چنگیز به و یرانه‌ای مبدل شد. تیموریان این بنا را دوباره آباد نمودند. سپس این بنا در جنگ‌های بین سلطنتهای گوناگون باز تخریب می‌شود. بابرشاهان باز هم در بالای مخروبه آن قصر آباد نمودند که این بنا هم تخریب شد. بالاخره در دوران شاه زمان این قصر با پول شاه گورگانی برای نواده «عالمگیر دوم» یعنی دختر اش ونواسه‌های اش نوآوری شد که باز ویران شد.

## قصرنوین با نام کهن تاج بیگ
در دهه بیست قرن بیستم میلادی (۱۹۲۲ میلادی، ۱۳۰۱ خورشیدی برابر به ۱۳۴۰هجری قمری در زمان سلطنت امان ﷲ خان این قصر و قصرها و ساختماهای نوین دیگری مانند پل آرتن، قصر دارالامان کابل مانند رایش تاگ پیش از جنگ جهانی دوم بوندستاگ کنونی در برلین به عنوان پارلمان و مرکز حکومت امانی، لیسه امانی (دبیرستان)، وصدها خانه‌ها و ویلاهای در کارته چار کابل و شهر پغمان از سوی ۲۲ مهندسان آلمانی بنا شد.
سبک این قصر دیگر به شیوه گورگانی- ایرانی نیست بلکه به قصرهای به‌گونه شاهزاده‌های آلمانی می‌ماند که در زبان آلمانی Herrenhäuser یاد می‌شود. تنها باغ قصر به شیوه زینه‌ای پله به پله گورگانی مانند باغ بابر ساخته شده بود.

## دوران پس از کودتا هفت ثور
این قصر در سال ۱۳۵۸ خورشیدی مورد توجه حفیظ الله امین، رئیس‌جمهوری وقت قرارگرفت و آن را به عنوان خانه رئیس‌جمهوری استفاده می‌کرد. قصر تاج بیگ در سال‌های جنگ اخیر بیشتر به لحاظ موقعیت استراتژیک آن مورد توجه نظامیان بوده‌است. در سالهای دهه شصت خورشیدی این قصر مورد استفاده سربازان شوروی سابق بوده و پس از آنان، ارتش دولتی افغانستان استفاده می‌کرد

## نوت
شوربختانه دولت مردان کشور نامنهاد افغانستان در برگردان سنه‌ها و سالهای میلادی به قمری یا به خورشیدی مشکل دارند. سال ۱۲۱۰ خورشیدی + ۶۲۱ = ۱۸۳۱ میلادی می‌شود. مرگ زمان‌شاه درانی در سال ۱۸۴۴ میلادی بود.

## تصاویر
- قصرنوین با نام کهن تاج بیگ